# Capilla de Gualupita
La Capilla de Gualupita es un templo católico mexicano ubicado en Cuautla, Morelos. Fue construida en el siglo XVII y está catalogada como monumento histórico por el Instituto Nacional de Antropología e Historia.

## Historia
La construcción de la Capilla de Gualupita inició el 5 de julio de 1603 por orden del virrey Gaspar de Zúñiga Acevedo y Velasco. Se estableció en el barrio indígena de Xochitengo, dentro del pueblo de Xochimilcatzingo. Inicialmente estaba dedidaca al culto del Señor de Xochitengo, representado por una imagen de Cristo crucificado. En 1784 fue instalada en la capilla la campana de «Nuestra Señora de Dolores». Durante el Sitio de Cuautla de 1812 la campana de la capilla fue la única de la ciudad que no fue fundida para acuñar moneda o fabricar cañones. La campana se hizo famosa debido a que fue la única que pudo ser repicada para celebrar el fin del sitio.
En 1830 la imagen del Señor de Xochitengo fue trasladada a la cercana Capilla de Santa Bárbara, actual Santuario del Señor del Pueblo, de mayor tamaño y ubicada en esa época en el extremo sur de la ciudad. En su lugar, en la capilla de Xochitengo se colocó un cuadro de la Virgen de Guadalupe y la capilla pasó a ser conocida como «Gualupita». Durante el siglo XIX se instaló en el atrio de la capilla una estatua en honor al sacerdote y militar Mariano Matamoros, la cual fue retirada en 1937 y el atrio renombrado como «plazuela Sufragio Efectivo». El 8 de julio de 1959 la capilla fue inscrita en el catálogo de monumentos históricos del Instituto Nacional de Antropología e Historia. El 19 de febrero de 1978 la campana de Dolores fue trasladada al palacio municipal de Cuautla.
La capilla resultó dañada en el sismo del 19 de septiembre de 2017. Los trabajos de restauración llevaron a que estuviera cerrada durante más de un año. La capilla fue reabierta al público el 12 de diciembre de 2018, como parte de la celebración de la Virgen de Guadalupe.